# Dalmatinski buhač
Dalmatinski buhač (lat. Tanacetum cinerariifolium; sinonim Chrysanthemum cinerariifolium) autohtona je hrvatska biljka iz porodice glavočika, važna kao izvor prirodnog insekticida Piretrina. Raste na jugu Hrvatske, odakle i ime Dalmatinski buhač za razliku od sličnih vrsta kavkaskog, perzijskog, armenskog i drugih vrsta buhača.

## Opis
Dalmatinski buhač izgledom podsjeća na ivančicu, ali mu je cvijet nešto veći. Ima plavkasto-zeleno lišće dužine 45 – 100 cm. Od biljke se na jugu Hrvatske tradicionalno u vegetativnoj fazi rasta koristi zelena masa za ispašu stoke i u narodnoj medicini, a u generativnoj fazi njezin cvijet kao sirovina za izradu botaničkog insekticida.
Insekticidni derivat iz dalmatinskog buhača je bioučinkovit na oko 75 % poznatih insekata, ali je i jako nestabilan. Degradacija aktivne tvari iz cvijeta na neškodljive spojeve je vrlo brza kad je izložena običnom zraku, svjetlosti, neodgovarajućoj temperaturi skladištenja, mikrobiološkim čimbenicima, materijalu transportnog pakiranja, postotku vlage itd. te je nužna odgovarajuća stručnost u manipulaciji i uspješnoj upotrebi. 
Rezistentnost insekata ipak postoji te je dokumentirano dokazana u 15 vrsta kukaca.

## Botanika
Genus Tanacetum, porodica Asteraceae.
Potrebno je razlikovati dalmatinski buhač (Tanacetum cinerariifolium) od sličnih biljaka (Tanacetum cocccineum, Tanacetum roseum, Tanacetum carneum itd.) koje imaju staništa u Aziji i Sjevernoj Americi. Ponekad se greškom povezuju povijesti tih različitih biljaka, ali samo je izvorno dalmatinska biljka u međunarodnoj trgovini nazvana pyrethrum osnova svjetske industrijske proizvodnje botaničkog insekticida piretrina.
Izolirani piretrini se na zraku pri temperaturi 10 – 25 °C razgrade 97,1 % (raspadnu) unutar 72 sata.

## Prirodno stanište
Prvi pisani trag o dalmatinskom buhaču je početkom 19. stoljeća, oko 1820. kada je u pjesmi opjevan na strmim stijenama iznad Omiša. Za pretpostaviti je da je prirodni aereal dalmatinskog buhača 90 % obale nekadašnje Kraljevine Dalmacije na kojem području se uzgajao i dobio svoje ime kada se prvi put počeo izvoziti oko 1855. Prvo sveobuhvatni dokumentirani popis staništa i tadašnjih populacija dalmatinskog buhača je tek 1933. godine provela eksperimentalna postaja u Splitu u sklopu pokušaja reanimacije već onda posrnulog izvoznog sektora. Kao stručna pomoć su priskočili tada najeminentniji svjetski stručnjaci iz područja agrokemije i agronomije kao što su Charles Gnadinger, Albert Hartzell i dr. Najsjeverniji je tadašnji uzgoj (nasad) zabilježen u Aleksandrovi (Krk) a najjužniji na obali današnje Crne Gore. Intenzivnim uzgojem današnji aereal se proširio nešto sjevernije i južnije od izvornog Locus classicus.

## Morfološke osobine
Buhač je trajnica s cvjetnim glavicama obrubljenih bijelim
jezičastim cvjetovima i žutim, dvospolnim, tubularnim cvjetovima lociranima u
sredini cvata ( Visiani, 1978.)
Cvjetovi su bijelo-žute boje, latice vjenčića (od 12 do 13 po cvijetu) su bijele boje, prašnici žute
boje, čaška je sivo-zelena sastoji se od isto toliko lapova koliko latica vjenčića, poprilično kožnatih i ljepljivih. (Stanko Ožanić, 1930. Korijen je razgranat, cilindričnog oblika  tamno smeđe boje, dostigne dubine i do 20 cm i debljine do 2 cm, razvija se iz izdanaka.

## Uzgojni uvjeti
Dalmatinski buhač samoniklo raste uglavnom u primorskom području naše srednje i južne obale pa se u narodu kaže da 'voli gledati more'. Ta činjenica je i znanstveno potvrđena 2007. u komparativnom eksperimentu kontinentalnog i primorskog uzgojnog područja. Tada je utvrđeno kako kod identičnih vegetativno razmnoženih biljaka, za razliku od otočnih, one uzgojene na kontinentu daju omjer aktivnih tvari koja ne zadovoljavaju važeće EPA standarde kvalitete (0,8 – 2,5).
Prosperira na krškom području vrlo visoke insolacije s minimalno 2500 sunčanih sati godišnje, na nadmorskim visinama od 100 do 400 metara s mnogo dugih i sunčanih dana što direktno uvjetuje veću učinkovitost aktivnih tvari. 
Količina oborina u kojima se biljka najbolje razvija su od 600 do 1000 lit/god., a vrlo je sklona gljivičnim oboljenjima u kišnijim krajevima. Obilnije kiše i vlaga su nepoželjne u svibnju kada dalmatinski buhač cvjeta.
U komercijalnim nasadima na 1 hektar se smješta od 45000 do 55000 sadnica pri ručnoj berbi, a oko 90 000 sadnica pri mehaniziranoj berbi; ovisno o kultivaru. Pčelama cvijet biljke nije zanimljiv. Relativna klijavost sjemena je slaba. Samo jedna generacija selekcije ne utječe značajno na visinu aktivne tvari nove generacije.
Raspon pH vrijednosti tla koji dalmatinskom buhaču najbolje odgovara je od 6,5 do 8,5, preferira siromašna kalcificirana pjeskovita tla na kojima je sadržaj i omjer piretrina u cvijetu učinkovitiji iako biljka razvije nešto veću zelenu masu na plodnijem tlu. Jednogodišnja biljka tolerira ekstremne temperature od –12 °C do +40 °C, ali najbolje ipak uspijeva u umjerenijem temperaturnom rasponu. Cvjetni izbojci i pupovi su neotporni na mraz te lako izmrznu.
U svom prirodnom staništu, cvjeta u samo jednom ciklusu od oko tjedan dana, ali u blizini ekvatora pri specifičnim nadmorskim visinama dalmatinski buhač cvate uzastopno cijele godine. U Keniji ili južnoj Indiji, na primjer trajanje cvatnje u tri do četiri ciklusa iznosi 7 – 11 mjeseci u godini, što direktno implicira višestruko veće prinose, rentabilnost nasada te nisku finalnu cijenu proizvoda. Također biljka tu uz veći urod postiže i značajno veće prinose aktivne tvari – piretrina, tako da u odnosu na dosad najveću zabilježenu vrijednost piretrina na Lastovu u Hrvatskoj od 1,3 % u Ruandi ostvareni udjeli piretrina sežu i do 3,5 % U samonikloj populaciji primorske Hrvatske postotak aktivne tvari prosječno iznosi oko 0,69 % piretrina Biljka počinje cvjetati tek u drugoj godini, u trećoj se ostvaruje puna proizvodnja a ekstenzivni uzgoj je isplativ do četvrte godine zbog razmjernog pada broja cvjetova po biljci, kada se u zemljama gdje se najviše proizvodi npr.Keniji, Tanzaniji, Etiopiji i Australiji biljke zaoravaju jer se ne kompostiraju. U tom tipu uzgoja nije preporučljivo da na istom mjestu dalmatinski buhač bude više od pet godina također i zbog primjećenog pada broja korisnih gujavica u zemlji te tzv. efekta 'zamora' zemlje.
Biljci ne škode dugotrajne ljetne suše; ipak poželjne su jedna do dvije ljetne kiše, no vrlo brzo razvija gljivične bolesti u krajevima s kišnom sezonom. U komercijalnim nasadima su evidentirane sljedeće gljivične bolesti: Sclerotinia, Fusarium, Rhizoctonia, Phytophthora, Phoma, Pythium, Thielaviopsis, Stemphyllium, Colletotrichum te bolesti odumiranja pupova uzrokovane Coniothyrium, Gleosporium, Ramularia belluensis, itd.
Sjeme dalmatinskog buhača sporo i neravnomjerno klija (20 – 50 dana), mlada biljčica ima slabiji prirast od većine korova a i u odrasloj fazi ne podnosi blizinu 'susjeda' te je na komercijalnim nasadima upotreba herbicida u tri ključne faze rasta imperativ ekonomske isplativosti uzgoja. Lošim početnim prirastom biljčica u australskim nasadima prskanja idu 12 – 15 puta u prvih šest mjeseci i to s nizom kemikalija.
Zbog navedenog čestog uzgojnog korištenja herbicida, fungicida i otapala kao npr. heksan te sinergenata kao npr. potencijalno karcerogeni PBO, velik dio na tržištu prisutnog piretrina, iako prirodnog podrijetla, ne može se kategorizirati kao čisti ekološki proizvod.

## Povijest
Prvi pisani tragovi uzgoja u svrhu spravljanja insekticida počinju oko 1850. godine, a smatra se da su se pripravci koristili mnogo ranije među primorskim stanovništvom.
Komercijalni dio priče počinje 1839. ili 1840. kada je izvjesna Anna Rosauer koja je živjela u Dubrovniku navodno zbog njegove ljepote ubrala buket cvjetova dalmatinskog buhača. Po legendi, nakon što je buket uvenuo ostavila ga u krajičku sobe te za nekoliko dana pronašla uginule kukce pod njim. Poduzetna Anna se odmah upustila u pokušaj proizvodnje mljevenog cvjetnog praha, a njen rad je nastavio ljekarnik dr. Antun Drobac; naknadno proglašen zaslužnim građaninom grada. Slijede godine pojave kombiniranja skupljanja samoniklih biljaka s plantažnim uzgojem po cijeloj primorskoj Dalmaciji, i pojave prvih selekcioniranih kultivara s većim prinosima po jedinici površine, koje su uzgajivačima ugovorno dijelile tadašnje otkupne stanice i zadruge od sredine 19. stoljeća. Prvi rasadnik je zabilježen u Župi dubrovačkoj, a potom na otocima Šolti, Hvaru i Braču. Početni manji izvoz u zemlje zapadne Europe te znanstvena potvrda tadašnje visoke kvalitete, pokrenula je potražnju iz cijelog svijeta, te je zabilježen prvi izvoz u SAD 1859.; kasnije značajno izvozno tržište za dalmatinski buhač. Edouard Heckel detaljno je opisao eksperimentalna pokušališta dalmatinskog buhača u Francuskoj Provansi od 1899. do 1913., te je zaključno prvi preporučio uzgoj biljke u ekvatorijalnoj Africi radi višekratnih cvatnji tijekom godine, povoljnih klimatskih uvjeta te niske cijene rada u tadašnjim kolonijama. Obala južne Kalifornije je jedino mjesto na teritoriji SAD gdje je dalmatinski buhač zaživio u komercijalnim okvirima, i to po instrukcijama izvjesnog g. Milka, iseljenika s dubrovačkog područja kojem je otac ranije poslao sjeme. 1886. je evidentirana proizvedenja kalifornijskog Dalmatinskog buhača premašila 52 tone suhog cvijeta. 1881. je poslano sjeme također s otoka Brača ili Hvara u južni Japan gdje je u toplijim prefekturama organizirana značajna proizvodnja, a u godinama nakon niču veće plantaže u Alžiru, Tunisu, Kini, Indiji, Australiji itd. Usprkos sve većoj konkurenciji, proizvodnja u ondašnjoj Kraljevini Dalmaciji kao dijelu Austro-Ugarske a potom i u doba Kraljevine Jugoslavije progresivno raste, s vrhuncem 1925. od 2560 hektara nasada koji su dali 1200 tona suhog cvijeta.
Kao prekretnice u intenzivnom uzgoju dalmatinskog buhača na Hrvatskom primorju uzimaju se godina 1924. kada je Lavoslav Ružička s kolegom prof. Staudingerom objavio svoj rad na kemijskoj determinaciji piretrin – insekticidni sastojak cvijeta te 1926. kada je engleski ratni heroj kapetan Gilbert Walker osnovao prve visokoprinosne plantaže u Keniji. Radovima Vukovarca Lavoslava Ružičke i poslije njegovih suradnika dokazana je inferiornost uzgojnih uvjeta Hrvatske i općenito cijele Europe (višestruko niža koncentracija piretrina) u odnosu na afričko-ekvatorijalne, te je tako iako dotad čvrsto etabliran, dalmatinski buhač počeo polako nestajati sa svjetskog tržišta zbog prepolovljene otkupne cijene. Zanimljivost je da su navedeni radovi Staudingera i Ružičke u tajnosti završeni 1916. a objavljeni tek 1924. zbog nade da će oni uspjeti sintetizirati aktivnu tvar. Usporednom analizom cvjetova zasijanih dalmatinskim sjemenom, Tattersfield konačno je demonstrirao superiornost afričkog uzgojnog područja, utvrdivši tada dvostruko veću insekticidnu vrijednost kenijskog u odnosu na cvijet uzgojen na hrvatskom primorju. 
Nakon 2. svjetskog rata zabilježeni su brojni pokušaji selekcije boljih kultivara i revitalizacije industrijske proizvodnje u Dalmaciji, u ostatku Hrvatske, pa i Sloveniji i Srbiji, ali su gotovo svi zaključeni ponajprije zbog vrlo osjetljive proizvodnje, neisplativosti ili dobivene razočaravajuće insekticidne bioučinkovitosti uroda. Neprilagođenost klimatsko-uzgojnog područja, gubitci u nasadima, visoka ulaganja u ekstrakcijska postrojenja i prateću infrastrukturu, te iznimna nepostojanost proizvoda učinili su da uz nesiguran plasman biljka kod nas ne zaživi opet na komercijalno industrijskom nivou. 
Danas se na jugu Hrvatske dalmatinski buhač komercijalno ipak još uvijek uzgaja, a osim u znanstvenim krugovima radovi na selekciji i održanju kulturne baštine se praktično i dalje implementiraju.

## Galerija slika
- Dalmatinski buhač u prirodnom staništu.
- Dalmatinski buhač u prirodnom staništu.
- Cvijet dalmatinskog buhača.
- Osušen središnji dio cvijeta sa sjemenkama.

## Vanjske poveznice
|  | Zajednički poslužitelj ima stranicu o temi Tanacetum cinerariifolium    |
|  | Zajednički poslužitelj ima još gradiva o temi Tanacetum cinerariifolium |
|  | Wikivrste imaju podatke o taksonu Tanacetum cinerariifolium             |